# Peter Connelly
Peter Connelly (născut în  8 septemberie 1972, în Anglia) este un compozitor de muzică și designer de sunet pentru jocuri video. A lucrat în special cu Core Design pentru 3 jocuri din seria Tomb Raider, dar și cu Eutechnyx și Ubisoft Reflections.
Peter deține un studiou-companie de compoziție, producție muzicală, inginerie de sunet și design de sunet, numit Universal Sound Design.
A studiat la violoncel, chitară și pian, și este calificat în Tehnologia Muzicii la Colegiul Newcastle. Îi consideră pe John Williams și Danny Elfman ca fiind mari compozitori ce i-au influențat stilul compozițional.
Coloana sonoră a jocului Tomb Raider: The Angel of Darkness este prima compusă pentru orchestră reală. A ales instrumente precum oboiul, cornul englez, harpa and flautul pentru a o reprezenta pe Lara.

## Lucrări notabile

### Muzică și design de sunet
- Horrid Henry[2] (2009)
- Wheelspin]]'[2] (2009)
- Garden Party (2008) [2]
- Smartbomb (2005)
- Podz (2004)
- Tomb Raider: The Angel of Darkness[1](2003) (cu Martin Iveson)
- Herdy Gerdy (2002) (cu Martin Iveson)
- Tomb Raider: Chronicles [1] (2000)
- Tomb Raider: The Last Revelation[1] (1999)
- Flesh Feast (1998)
- Mass Destruction (1997)
- Risk II (1996)
- Battleship (1996)

### Director audio și design de sunet
- Hot Wheels: Beat That![1] (2008)
- Pimp My Ride[1] (2008)
- Cartoon Network Racing[1] (2007)
- Fast and Furious Tokyo Drift (2006)
- Hummer Badlands (2005)

### Design de sunet
- Driver: San Francisco [2](2011)
- PopStar Guitar [6] (2008)

### Design de sunet suplimentar
- Ferrari Challenge Trofeo Pirelli[1] (2008)
- Free Running (2005/2007)
- Tomb Raider III[1] (1998)

### Aranjament orchestral
- Emergency Heroes[1] (2008)